# Sahelglansstare
Sahelglansstare (Lamprotornis pulcher) är en afrikansk fågel i familjen starar inom ordningen tättingar som förekommer i ett band strax söder om Sahara. Beståndet anses vara livskraftigt.

## Utseende
Sahelglansstaren är en färgglad 18 centimeter lång stare. Ovansidan, strupen och bröstet är glansigt bronsgröna medan buken och undergumpen är kastanjefärgad. Irisen är blek. I flykten syns en vit fläck på handpennorna.

## Läte
Sången består av mjuka, bubblande läten. Från flockar hörs "whirri whirri" och som varningsläte "churr-churr".

## Utbredning och systematik
Fågeln förekommer genom hela Sahelregionen, från södra Mauretanien, Senegal och Gambia, södra Mali och norra Ghana till sydcentrala Sudan, norra Eritrea och nordvästra Etiopien.

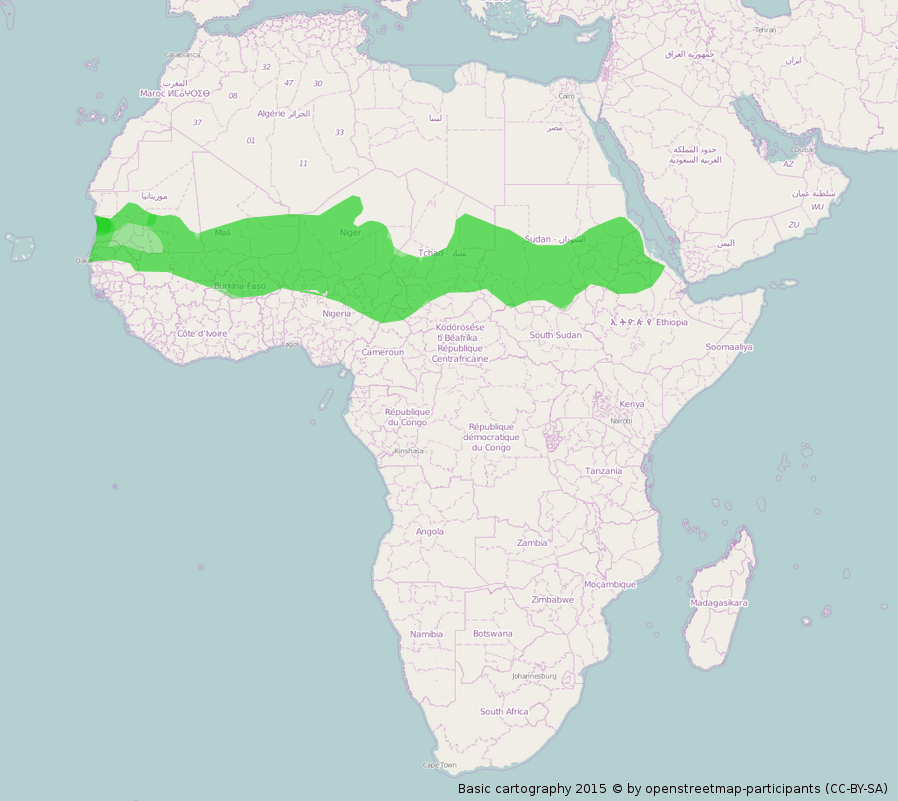
Sahelglansstarens utbredningsområde.

## Systematik
Arten placerades tidigare i släktet Spreo, men DNA-studier visar att den är en del av Lamprotornis. Den behandlas som monotypisk, det vill säga att den inte delas in i några underarter.

## Levnadssätt
Sahelglansstaren hittas i torr akaciasavann och stäpp typiskt för Sahelzonen. De födosöker främst på marken efter insekter som termiter och skalbaggar eller bär. Arten har ett kooperativt häckningsbeteende. En studie från Nigeria visar att den bildar grupper om åtta till 28 individer, bestående av åtminstone två häckande par. Det häckande paret bygger sitt bo tillsammans, två till tre meter ovan mark och helst i favoritträdet Balanites aegyptiaca. När äggen kläcks hjälper de övriga fåglarna i gruppen till med att mata ungarna samt att städa och försvara boet.

## Status och hot
Arten har ett stort utbredningsområde och en stor population med stabil utveckling och tros inte vara utsatt för något substantiellt hot. Utifrån dessa kriterier kategoriserar internationella naturvårdsunionen IUCN arten som livskraftig (LC). Världspopulationen har inte uppskattats men den beskrivs som lokalt vanlig till mindre vanlig.

## Namn
Fågeln har på svenska även kallats brunbukad glansstare. Sahel är ett halvtorrt område direkt söder om Sahara. Det vetenskapliga artnamnet pulcher är latin för "vacker".